# Neodruidismus

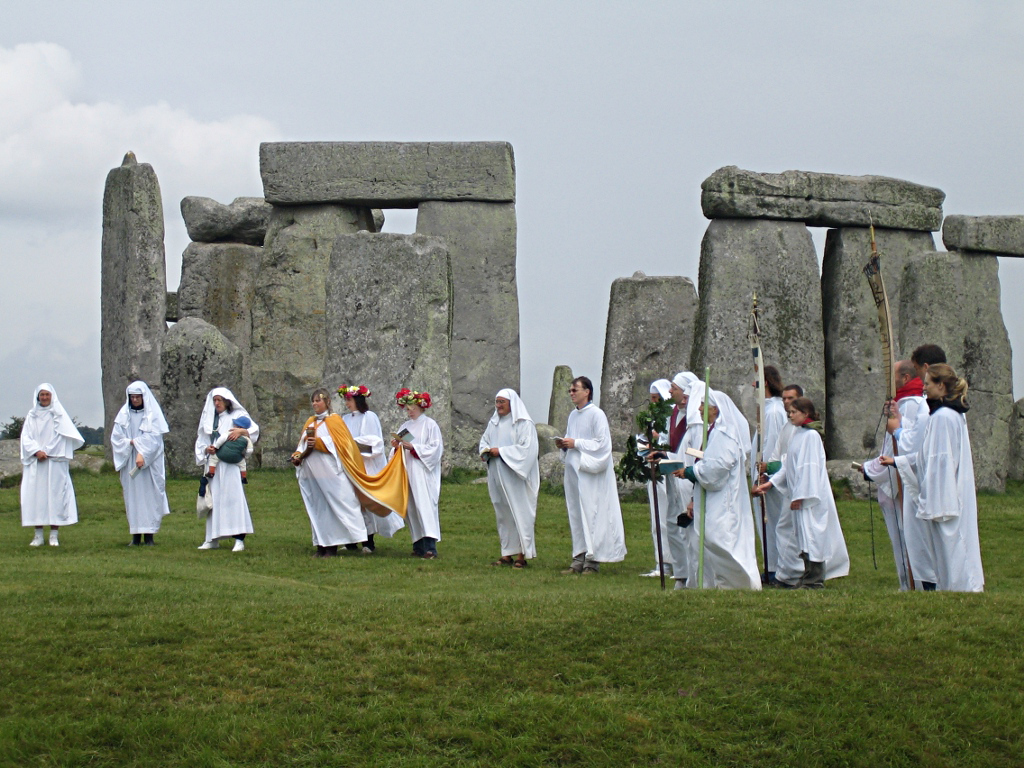
Novodobí druidové u Stonehenge, Anglie roku 2007

Neodruidismus je souhrnný pojem pro různé organizace a skupin hlásící se k odkazu starověkých druidů. Nejstarší formy neodruidství, vzniklé na přelomu 17. a 18. století, existují v rámci křesťanského světonázoru či jsou od náboženství zcela oproštěné, pozdější formy často mají esoterický obsah či se plně hlásí k odkazu předkřesťanského keltského náboženství a jsou tak řazeny mezi novopohanství. Nepohanské formy neodruidismu se zpravidla věnují kulturní a vzdělávací činnosti jako Gorsedd, jiné jako Ancient Order of Druids jsou bratrstvy a svépomocným spolky, často inspirovanými svobodným zednářstvím.

Awen, symbol neodruidismu

Důležitým konceptem v mnoha neodruidských skupin je awen, velšsky „poetická inspirace“, což má být tvůrčí a inspirační síla existující v kosmu, která je přítomná ve všem existujícím. Tento výraz, případně souhlásky A-I-O jsou při druidských obřadech zpívány jedním dlouhým výdechem a třikrát opakovány.

## Historie
Ač v 17. a 18. století přestala být v Irsku a Skotsku pěstována bardská poesie tak na Britských ostrovech stále přetrvával zájem o keltské tradice a starožitnosti. V té době tak vznikla christianizovaná forma druidství spojená s jmény učenců jako byl John Aubrey, John Toland a William Stukeley. Pod vlivem Stukeleyho myšlenek vznikl v roce 1781 první neodruidský řád Ancient Order of Druids (Dávný řád druidů, AOD) založený Henrym Hurlem. Nejvýznamnější postavou však byl velšský básník Edward Williams, známý spíše jako Iolo Morganwg. Ten navázal na snahy svých předchůdců a roku 1792 založil Gorsedd of the Bards of Britain „Trůn bardů britských“, a také vytvořil několik literárních falz, včetně textů druidských rituálů. Tato a podobné skupiny měly určitý náboženský obsah, ale existovala v rámci křesťanského světonázoru a jejich členové byli zpravidla významnými členy místních křesťanských církví, jejich hlavní cíl byl především jazykový a kulturní a měl podpořit hrdost a sebeurčení keltských národů. Druidská bratrstva jako AOD zase byly svépomocné spolky často inspirované svobodným zednářstvím, s jistým duchovním obsahem.
V 19. století zájem o keltské starožitnosti a druidství dále vzrůstal, významnými postavami této doby byly například Lewis Spence, okultista a zakladatel Skotského národního hnutí. Mezi lety 1909 a 1912 vznikl Ancient Druid Order „Dávný druidský řád“ ovlivněný křesťanským universalismem.

## Novopohanské druidství
Neodruidství je po Wicce nejspíše nejrozšířenější formou novopohanství. Vychází především z historických pramenů o druidech a keltském náboženství a z tradice bardské poesie pěstované v Irsku a Skotsku až do 17., respektive 18. století. Taktéž reflektuje akademické poznatky z oborů jako je antropologie, archeologie nebo etnografie. Kromě toho je často kladen důraz na artušovské legendy, mytologií grálu a míst jako Stonehenge a Glastonbury, inspirací jsou také starší formy neodruidismu, ceremoniální magie, theosofie nebo geomantie. Neodruidismus se do jisté míry podobá Wicce a existují lidé hlásící se k oběma tradicím, ale zatímco Wicca je mysterijní a iniciační tradicí tak neodruidi často konají své rituály veřejně a příslušnost ke své skupině nepodmiňují zvláštním zasvěcením.
Neodruidství je také ovlivněno romantickým náhledem na Kelty objevujícím se od 19. století a někdy označovaným jako „keltománie“. Ten zahrnuje obraz Keltů jako „ušlechtilých divochů“, mystického lidu s úzkým vztahem k přírodě, nikoliv nepodobný romantickému náhledu na domorodé Američany. Na přelomu 20. a 21. století se keltománie smísila s hnutím New Age, často je výrazně komercializována a zahrnuje koncepty jako například keltský tarot, keltský šamanismus nebo keltskou sexuální magii. O méně eklektický a historicky přesnější praktikování keltského náboženství v moderní době se pokouší keltští rekonstrukcionisté.
Novopohanské druidské organizace zahrnují jak různé mezinárodní sítě sdružující se především prostřednictvím internetu tak lokální skupiny často označované jako groves „háje“. Některé z těchto organizací dělí své členstvo do tříd druidů, ovatů a bardů známých z historického keltského náboženství, jiné je chápou spíše jako role které může volně zastávat každý člen komunity. Podle britského sčítání lidu z roku 2001 se jako druidi identifikuje 1657 jedinců, tedy méně než 4 % z 42 336 britských novopohanů, novozélandské sčítání lidu z téhož roku identifikovalo 150 druidů mezi 5 286 místního novopohany, tedy lehce přes 2, 5 %, zatímco American Religious Identification Survey z téhož roku napočítal 33 tisíc druidů mezi 307 tisíci novopohany, tedy přibližně 11 %.

### Historie

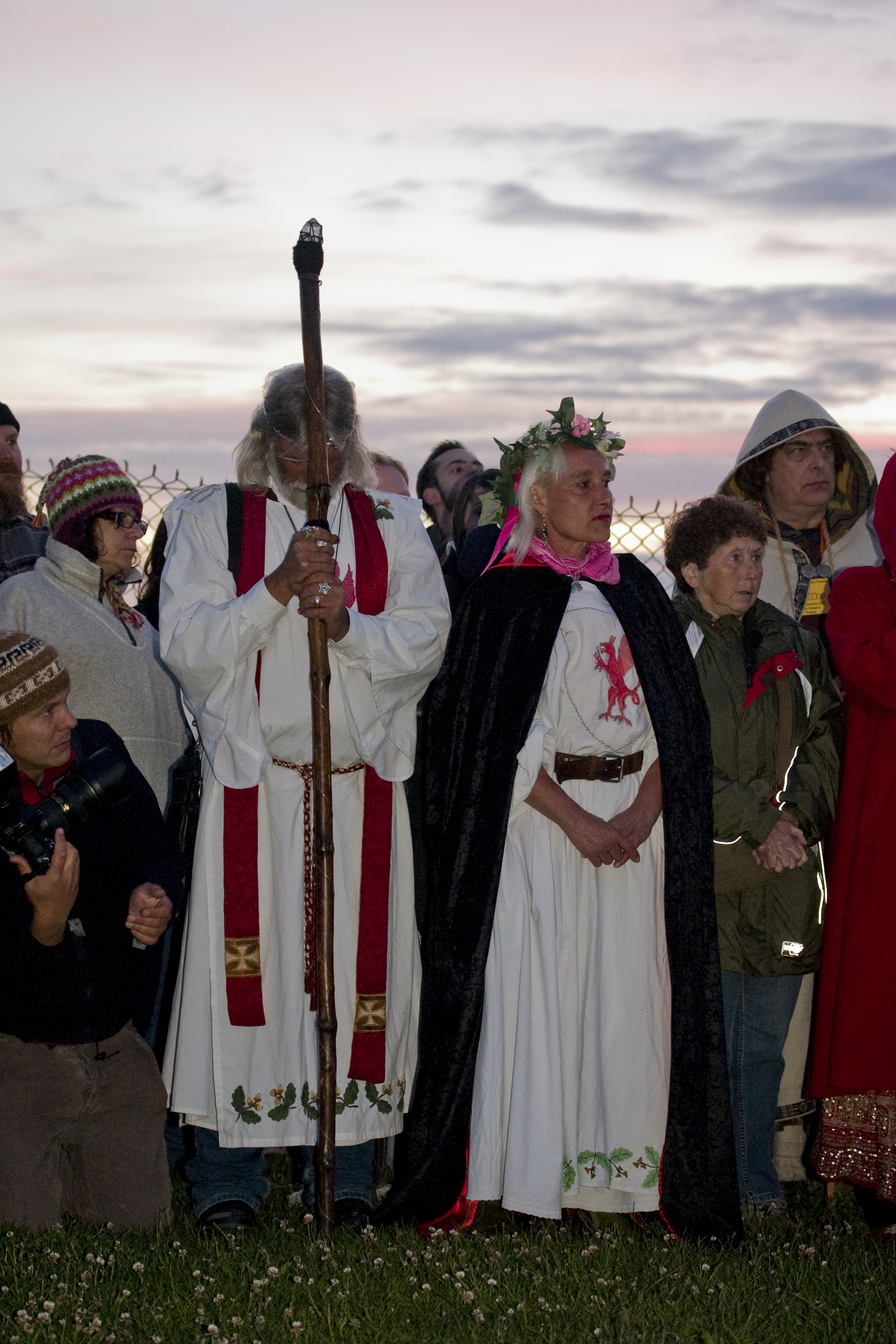
Druid jménem Arthur Uther Pendragon provádí obřad, Stonehenge, letní slunovrat 2010

Ve své současné podobě, která se plně hlásí k odkazu keltského předkřesťanského náboženství začal neodruidismus vznikat až v druhé polovině 20. století. Roku 1964 Ross Nichols, do té doby člen Ancient Order of Druids, založil organizaci později známou jako Order of Bards, Ovates and Druids (Řád bardů, ovatů a druidů, OBOD). Nichols, byl nejspíše na konci 50. let také společně s Geraldem Gardnerem a Aidanem Kellym autorem konceptu Kola roku, jež se později široce rozšířil mezi v novopohanské komunitě. V 80. letech 20. století byl v rámci OBOD vytvořen korespondenční kurz skrze který lze postupně dosáhnout všech tří základních stupňů v rámci organizace: bardského, ovatského a druidského. S OBOD jsou spojeni i další významní autoři jako Philip Carr-Gomm a Emma Restall Orr nebo John a Caitlin Matthewsovi.
K novopohanství se však výslovně hlásil až British Druid Order (Britský druidský řád, BDO) založený v roce 1979 Philipem Shallcrassem, který roku 1988 založil také zastřešující organizaci Council of British Druid Orders „Koncil britských druidských řádů“, jejímž členy je okolo dvanácti druidských skupin. Podle představitelů řádu se členstvo BDO mezi lety 2009 až 2019 více než zdvojnásobilo ze tří na sedm tisíc.
Počátky novopohanského neodruidství ve Spojených státech jsou spojeny s organizací Reformed Druids of North America (Reformovaní druidové Severní Ameriky, RDNA) založenou roku 1963 jako humorný protest studentů Carleton College v Minnesotě proti povinnosti pravidelně navštěvovat bohoslužby svého náboženství. Isaac Bonewits, člen RDNA, založil v roce 1983 Ár nDraíocht Féin: A Druid Fellowship (Naše vlastní druidství: Druidské společenství, ADF), které na rozdíl od ostatních druidských skupin umožňuje svým členům praktikovat v rámci kterékoliv indoevropské tradice. Mezi další americké neodruidské organizace patří Dynion Mwyn a Henge of Keltria.
Druidská spiritualita je v ČR převážně záležitostí jednotlivců, na rozdíl od germánského a slovanského proudu se zde dosud nevytvořila žádná uskupení s explicitně náboženskou agendou.